# آمپی‌سیلین/سولباکتام
آمپی‌سیلین/سولباکتام(به انگلیسی: Ampicillin/sulbactam) ترکیبی است از آنتی‌بیوتیک پنی سیلینی پرکاربرد یعنی آمپی سیلین و سولباکتام  که یک مهار کننده بتا-لاکتاماز باکتریایی است. دو شکل مختلف از این دارو وجود دارد. شکل نخست، که در سال ۱۹۸۷ توسعه یافته و در ایالات متحده تحت نام تجاری Unasyn، و در خارج از ایالات متحده تخت نام ژنریک به بازار عرضه شده‌است، یک آنتی بیوتیک داخل وریدی است. شکل دوم، یک فرم خوراکی به نام Sultamicillin است که با نام تجاری Ampictam در خارج از ایالات متحده و تحت نام ژنریک در ایالات متحده به بازار عرضه می‌شود. آمپی‌سیلین/سولباکتام برای درمان عفونت‌های ناشی از باکتری‌های مقاوم در برابر آنتی‌بیوتیک‌های بتا-لاکتامی استفاده می‌شود. سولباکتام با مسدود کردن آنزیمی که موجب تجزیه آمپی سیلین می‌شود به آمپی سیلین اجازه می‌دهد تا باکتری‌ها را مورد حمله قرار داده و از بین ببرد. 

## مترادف‌ها
- Unasyn (ایالات متحده آمریکا)
- Subacillin (تایوان)
- Sultamicillin
- unictam (مصر)
- ultracillin (مصر)
- ultracillin
- sulbin (مصر)
- Novactam (مصر)